# Békési Sportjáték és Szabadidő Klub
A BSZSK rövidítés a Békési Sportjáték és Szabadidő Klubot jelenti, amely lényegében a békési férfi kosárlabda klub.

## Története
Békésen a kosárlabdázásnak van az egyik legnagyobb hagyománya. 1946-ra tehető a sportág megjelenése, köszönhetően településünk szülöttének, a békési és a magyar kosárlabdázás atyjának, Dr. Hepp Ferencnek. 
A legnagyobb sikereket az 50-es évek hozták: női NB I, középiskolás bajnoki cím, a későbbiekben az NB II jelentette a legmagasabb szintet férfi és női vonalon egyaránt.
A Békési Szabadidős és Sportjáték Klub 1998-ban alakult meg közhasznú szervezetként. Céljuk a város lakosságának szabadidős tevékenységének szervezése, a kosárlabda sportág népszerűsítése.
A békési kosárlabdázás hosszú éveken keresztül híres utánpótlás-nevelő bázis volt. Jelenleg kb. 120 utánpótláskorú sportolója van, az általános iskola minden korosztályát sikerült lefedniük.
Korosztályok részére szervezett hazai és nemzetközi tornákkal váltak ismertté.
Felnőtt csapatuk évtizedekig az NB II Keleti csoportjának élmezőnyébe tartozott. Legjobb eredményük a 2006/2007-es és a 2013/2014-es szezonban elért 1. helyezés.
2015/2016-os idényben az MKOSZ felkérésre felnőtt csapatunk elindult az NB1B bajnokságban.

## Sportcsarnok
Békéscsabai Evangélikus Sportcsarnok
H-5600, Békéscsaba, Luther u. 1
Városi Sportcsarnok, Békés (hitelesített pálya)

 H-5630 Békés, Jantyik u. 21-25.
Karacs Teréz Általános Iskola, Békés (hitelesített pálya)

 H-5630 Békés, Szántó A. u. 3.

## Játékoskeret
Felnőtt:
2018/2018: https://web.archive.org/web/20180905180018/http://kosarsport.hu/team/hun2a/40003/calle_pubfood_bekes

## Eredmények, helyezések

### Bajnokság: NB II. Keleti csoport
Bajnokság: NB1B